# Championnat du Brésil de football de deuxième division 2002
Navigation
Serie B 2001 Serie B 2003
La saison 2002 de Série B est la vingt-deuxième édition du championnat du Brésil de football de deuxième division, qui constitue le deuxième échelon national du football brésilien. 

## Compétition
Cette année 26 équipes participent au championnat, en fin de saison les deux premiers sont promus en  championnat du Brésil 2003.
Au premier tour les 26 équipes se rencontrent une seule fois dans une poule unique, les six derniers sont relégués en Serie C, les huit premiers se qualifient pour les quarts de finale, la compétition continue ensuite sous forme de tournoi à élimination directe, avec demi-finale et finale, tous les tours se disputent en match aller et retour.

### Premier tour
| Rang | Équipe                      | Pts | J  | G  | N | P  | Bp | Bc | Diff |
| ---- | --------------------------- | --- | -- | -- | - | -- | -- | -- | ---- |
| 1    | Criciúma                    | 51  | 25 | 16 | 3 | 6  | 45 | 34 | +11  |
| 2    | Sport Club do Recife R      | 50  | 25 | 15 | 5 | 5  | 38 | 21 | +17  |
| 3    | Fortaleza                   | 48  | 25 | 15 | 3 | 7  | 48 | 24 | +24  |
| 4    | Santa Cruz (Recife) R       | 47  | 25 | 13 | 8 | 4  | 46 | 24 | +22  |
| 5    | Avaí                        | 46  | 25 | 14 | 4 | 7  | 39 | 20 | +19  |
| 6    | América Mineiro             | 40  | 25 | 12 | 4 | 9  | 49 | 36 | +13  |
| 7    | Jundiai P                   | 39  | 25 | 11 | 6 | 8  | 37 | 27 | +10  |
| 8    | Remo                        | 38  | 25 | 11 | 5 | 9  | 37 | 35 | +2   |
| 9    | CRB                         | 38  | 25 | 10 | 8 | 7  | 35 | 32 | +3   |
| 10   | América (Natal)             | 36  | 25 | 10 | 6 | 9  | 46 | 35 | +11  |
| 11   | Mogi Mirim P                | 35  | 25 | 11 | 2 | 12 | 37 | 39 | -2   |
| 12   | Joinville                   | 34  | 25 | 10 | 4 | 11 | 36 | 44 | -8   |
| 13   | Ceará                       | 33  | 25 | 9  | 6 | 10 | 35 | 27 | +8   |
| 14   | Caxias do Sul               | 33  | 25 | 9  | 6 | 10 | 31 | 24 | +7   |
| 15   | Vila Nova                   | 33  | 25 | 9  | 6 | 10 | 40 | 35 | +5   |
| 16   | União São João              | 33  | 25 | 9  | 6 | 10 | 32 | 40 | -8   |
| 17   | Anapolina                   | 33  | 25 | 8  | 9 | 8  | 33 | 35 | -2   |
| 18   | Londrina                    | 33  | 25 | 8  | 9 | 8  | 28 | 30 | -2   |
| 19   | São Raimundo                | 32  | 25 | 10 | 2 | 13 | 34 | 37 | -3   |
| 20   | Clube Náutico               | 32  | 25 | 9  | 5 | 11 | 38 | 35 | +3   |
| 21   | Americano                   | 32  | 25 | 9  | 5 | 11 | 34 | 36 | -2   |
| 22   | Botafogo (Ribeirão Preto) R | 30  | 25 | 8  | 6 | 11 | 36 | 60 | -24  |
| 23   | Sampaio Corrêa              | 25  | 25 | 7  | 4 | 14 | 25 | 50 | -25  |
| 24   | Guarany P                   | 20  | 25 | 5  | 5 | 15 | 28 | 51 | -23  |
| 25   | XV de Novembro (Piracicaba) | 19  | 25 | 5  | 4 | 16 | 19 | 44 | -25  |
| 26   | Bragantino                  | 17  | 25 | 4  | 5 | 16 | 23 | 54 | -31  |

| Légende : Qualifications et relégations | Légende : Qualifications et relégations     |
| --------------------------------------- | ------------------------------------------- |
|                                         | Qualification quart de finale               |
|                                         | Relégation en Série C                       |
|                                         | R : Relégué de Série A P : Promu de Série C |

### Quart de finale
Les équipes jouent en match aller et retour.
| Match | Équipe 1        | Résultat | Équipe 2             | Aller | Retour |
| ----- | --------------- | -------- | -------------------- | ----- | ------ |
| 1     | Jundiai         | 3 - 2    | Sport Club do Recife | 2 - 1 | 1 - 1  |
| 2     | Avaí            | 2 - 3    | Santa Cruz (Recife)  | 1 - 1 | 1 - 2  |
| 3     | América Mineiro | 0 - 2    | Fortaleza            | 0 - 0 | 0 - 2  |
| 4     | Remo            | 2 - 5    | Criciúma             | 2 - 1 | 0 - 4  |

### Demi-finale
| Match | Équipe 1            | Résultat | Équipe 2  | Aller | Retour |
| ----- | ------------------- | -------- | --------- | ----- | ------ |
| 1     | Jundiai             | 3 - 8    | Fortaleza | 1 - 6 | 2 - 2  |
| 2     | Santa Cruz (Recife) | 0 - 4    | Criciúma  | 0 - 1 | 0 - 3  |

### Finale
| Match | Équipe 1  | Résultat | Équipe 2 | Aller | Retour |
| ----- | --------- | -------- | -------- | ----- | ------ |
| 1     | Fortaleza | 3 - 4    | Criciúma | 2 - 0 | 1 - 4  |

Criciúma gagne son premier titre de champion de deuxième division et est promu en championnat du Brésil 2003 avec le vice-champion Fortaleza.